# Phocides yokhara
Phocides yokhara es una especie de mariposa de la familia Hesperiidae que fue descrita originalmente con el nombre de Erycides yokhara, por Butler, en 1870, a partir de ejemplares de procedencia desconocida.

## Distribución
Phocides yokhara tiene una distribución restringida a la región Neotropical y ha sido reportada en Perú, Bolivia.

## Plantas hospederas
No se conocen las plantas hospederas de Phocides yokhara.